# Saarland

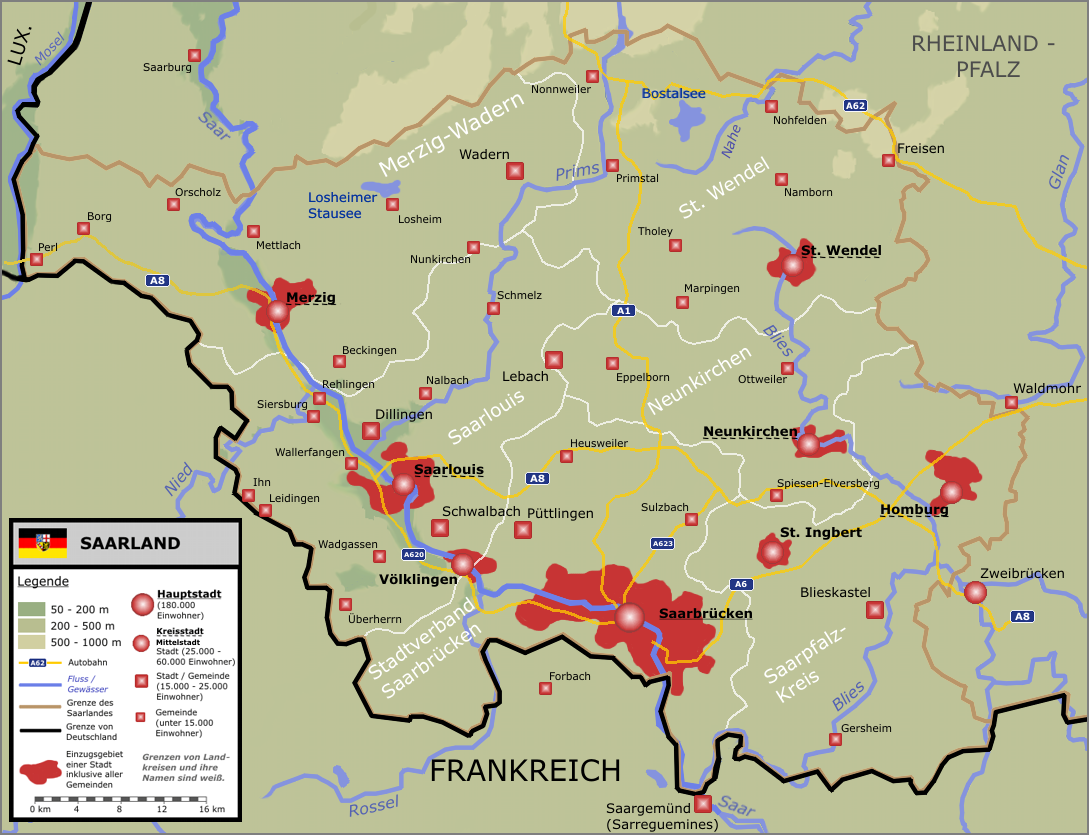
Karta över Saarland

Saarland är ett förbundsland i Tyskland. Huvudstad är Saarbrücken.

## Geografi
Saarland ligger i Tysklands sydvästra utkant, vid gränsen mot storhertigdömet Luxemburg i väster och republiken Frankrike i söder. Saarland är, förutom de tre stadsdelstaterna Berlin, Hamburg och Bremen, det ytmässigt minsta av Tysklands förbundsländer, med en yta på 2 570 kvadratkilometer, och har med omkring en miljon invånare (2016) det näst lägsta invånarantalet av samtliga förbundsländer, efter Bremen. Förbundslandet gränsar i norr och öster till det tyska förbundslandet Rheinland-Pfalz och söderut mot den franska storregionen Grand Est. Tillsammans med belgiska Vallonien, Lorraine och Luxemburg ingår Saarland i den europeiska samarbetsregionen SaarLorLux.
Saarland har sitt namn efter floden som flyter genom området från sydost till nordväst, Saar. Andra viktiga floder är Saars biflod Blies och Mosel, som utgör Saarlands västra gräns mot Luxemburg.

## Städer
Se även: Lista över städer i Saarland.
Den enda större staden i Saarland är huvudstaden Saarbrücken, med 179 709 invånare i december 2016. Staden bildar centrum i ett storstadsområde som täcker stora delar av Saarland och även sträcker sig in i intilliggande regioner. De största medelstora städerna var 2016 Neunkirchen (46 816 invånare), Homburg (42 040), Völklingen (39 574), St. Ingbert (36 069) och Saarlouis (34 849).

## Administrativ indelning
Förbundslandet Saarland indelas i sex administrativa län (Landkreise), som även fungerar som sekundärkommuner. Regionalverband Saarbrücken har en särskild status bland dessa, då det utgör en sammanslutning av Saarbrückens stad med det som före 1974 var dess omgivande Landkreis.
1. Landkreis Merzig-Wadern (MZG)
2. Landkreis Neunkirchen (NK)
3. Regionalverband Saarbrücken (SB, VK)
4. Landkreis Saarlouis (SLS)
5. Saarpfalz-Kreis (HOM, IGB)
6. Landkreis St. Wendel (WND)

## Historia
Saarland är som politisk enhet relativt ungt, först bildat 1920 genom bestämmelserna i Versaillesfreden. Regionen var under tidig medeltid del av Lotharingia. Under medeltiden och fram till franska revolutionen var området del av flera småstater omkring gränsen mellan Tysk-romerska riket och Frankrike. De fyra största av dessa var grevskapet Saarbrücken, hertigdömet Pfalz-Zweibrücken, kurfurstendömet Trier och hertigdömet Lorraine, vilkas historiska vapen använts som förlaga till Saarlands nuvarande vapen och flagga. Från Napoleonkrigens slut 1815 fram till Versaillesfreden tillhörde större delen av regionen Preussen (södra Rhenprovinsen) och Kungariket Bayern, från 1871 var det även del av Tyska riket.

### Franskt mandat under Nationernas förbund
Saarterritoriet etablerades 1920 efter Versaillesfreden och ställdes under franskt styre med mandat från Nationernas förbund. I en folkomröstning i Saarterritoriet 1935 röstade 90,73 procent för att Saarland skulle förenas med Tyskland, vilket skedde samma år.

### Protektoratet
Efter andra världskriget blev området återigen ett franskt protektorat och en källa till konflikt mellan Västtyskland och Frankrike. Frankrike och Västtyskland kom dock 1954 som en kompromiss överens om att området skulle underställas en kommissarie från Västeuropeiska unionen (VEU) för att bli ett alleuropeiskt territorium att samla europeiska institutioner i. I en folkomröstning 23 oktober 1955 röstade medborgarna emot fördraget. Som en konsekvens, vilket många invånare hade hoppats på, blev Saarlandet politiskt en del av Västtyskland den 1 januari 1957. Efter en övergångsperiod slutfördes införlivningen av området i samband med den ekonomiska införlivningen den 6 juli 1959.

## Kultur och sevärdheter
I staden Völklingen i södra Saarland ligger Völklingens järnverk, som lades ned 1986 och sedan 1994 är upptaget på Unescos världsarvslista. Järnverket fungerar idag som lokaler för kulturevenemang och har olika utställningar kring industrihistoria, konstverk och järnarbetets kulturhistoria. Här arrangeras även sedan 2012 årligen den elektroniska dansmusikfestivalen electro magnetic.
Saarschleife är namnet på öglan i floden Saars vindlande genombrottsdal vid Mettlach, och här finns den kända utsiktspunkten Cloef med utsikt över Saar från 180 meters höjd över flodnivån.

## Industri
I Saarlouis tillverkar Ford personbilar.

## Sport i Saarland
1. FC Saarbrücken var en av de fotbollsklubbar som fanns med i den första upplagan av Bundesliga 1963. Saarbrücken har totalt gjort fem säsonger i Bundesliga och var senast uppe 1993. I klubben har senare landslagsmän som Felix Magath och Andreas Brehme spelat. 

### Landslag
Saarland hade under efterkrigstiden ett eget fotbollslandslag. Man mötte oftast B-landslag under de 19 landskamper man hann spela 1950–1956. De största händelserna var VM-kvalmatcherna mot Västtyskland 1953 och 1954. I samband med att Saarland blev en tysk delstat blev Saarlands fotbollsförbund en del av Tysklands fotbollsförbund Deutscher Fussball-Bund.
Saarland hade också en egen trupp i olympiska sommarspelen 1952.